# Louva-a-deus do norte
Louva-a-deus (螳螂拳; pinyin: tánglángquán) é o nome dado a dois estilos distintos de artes marciais chinesas; um deles é característico "do Sul" e o outro "do Norte" da China.
O estilo louva-a-deus do norte foi criado por Wang Lang na província de Shandong por volta de 350-400 anos atrás. Wang Lang se inspirou na agressividade e eficácia do inseto ao combater uma cigarra  e no jogo de pés do macaco.
Algumas características do estilo louva-a-deus do norte são: grande velocidade, ataques incessantes, e movimentação complexa dos pés. O estilo também é muito conhecido pelo uso da "garra do louva-a-deus" (um gancho feito com os dedos da mão). É um sistema completo que emprega chutes, socos, agarramentos, jogadas, armas, estratégia, metodologia de treinamento e exercícios internos de Qi Gong.

## A lenda da criação do estilo do louva-a-deus

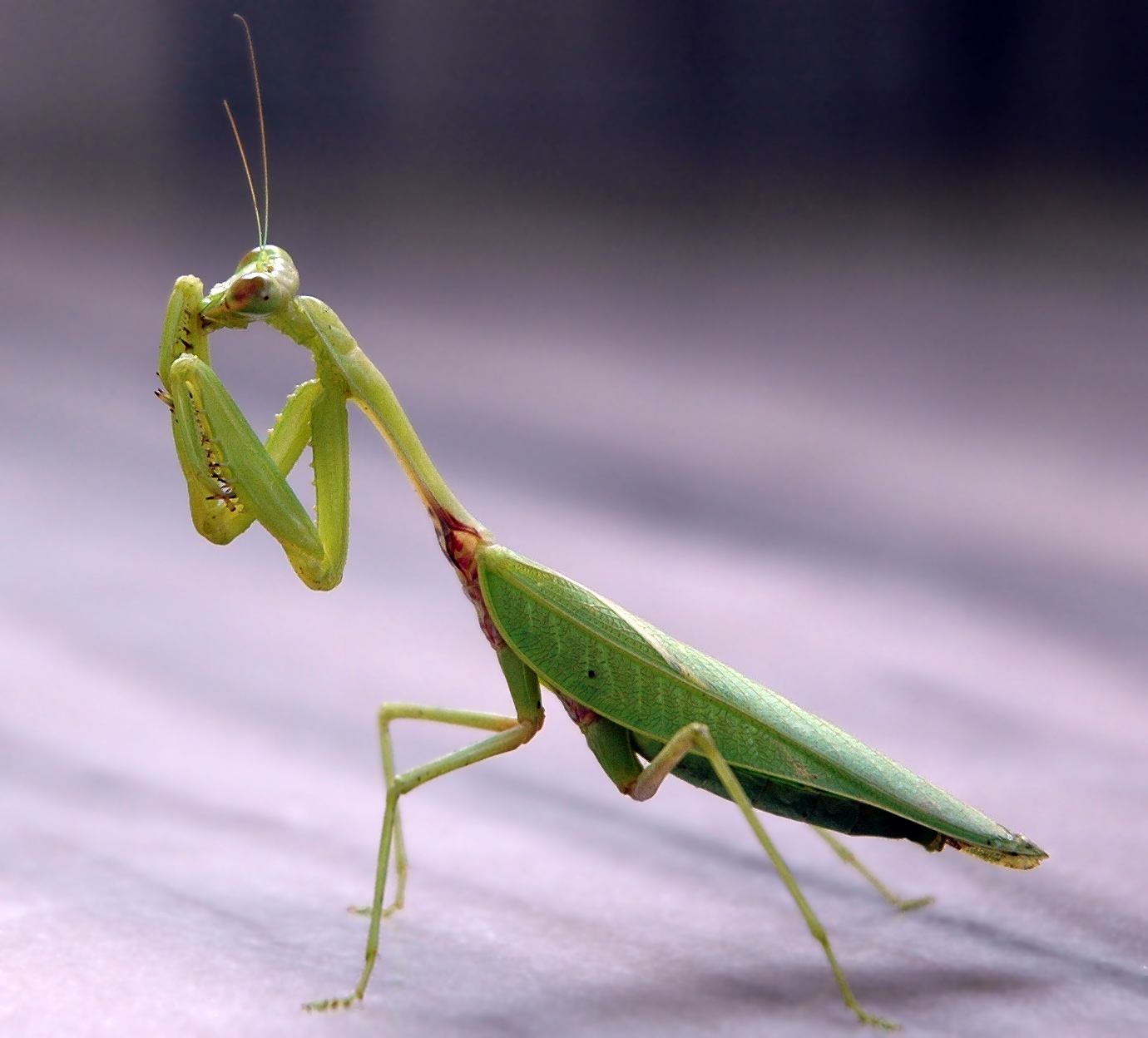
Louva-a-deus.

O lutador Wang Lang, depois de ter perdidos algumas lutas para monges de shaolin, resolveu ir à floresta para contemplação. Enquanto descansava debaixo de uma árvore, Wang ouviu a longa nota aguda de uma cigarra em um galho baixo do arbusto acima dele. Olhando silenciosamente para o alto, Wang reparou em um frágil, com aparência quase quebradiça, louva-a-deus engajado em uma luta de vida ou morte com a grande cigarra.
A cigarra estava fazendo o máximo, sua cabeça estava contra o louva-a-deus e quase o imobilizava com sua tenacidade. Foi quando o louva-a-deus reagiu com ferocidade usando sua forte virada de patas e mordendo a boca da robusta cigarra para agarrar e desfazer-se da posição em que estava. O carnívoro louva-a-deus consumiu a sua vítima. Altamente impressionado com o que vira, Wang decidiu capturar o inseto vitorioso e então observar os seus movimentos defensivos e ofensivos. 
Usando um graveto de pequeno comprimento, ele cutucava e provocava o louva-a-deus em todas as direções. Invariavelmente o louva-a-deus, com sua cabeça capaz de virar para qualquer direção, se defendia efetivamente quando provocado de frente ou de costas. O perseverante inseto tornou-se a inspiração de Wang para o seu novo sistema de combate.
Pensando que ainda faltava algo, Wang voltou a floresta e observou os movimentos do macaco pulando e subindo em árvores. Depois de uma preparação pessoal concentrada e fixa ele finalmente acreditou que estava preparado para testar seu novo estilo de luta contra o mestre do monastério. Wang extraordinariamente derrotou o mestre dos monges com suas táticas de inseto selvagem nunca antes usadas por um homem. Os monges aceitaram com surpresa e respeitosamente a sua derrota, e então procuraram aprender o novo e estranho sistema.
A história de sua vitória se espalhou pelas diversas províncias, tornando Wang Lang o novo herói das artes marciais, logo rodeado por muitos discípulos.
O sonho  de Wang Lang foi finalmente realizado, sua escola de auto defesa do louva-a-deus se tornou extremamente proeminente no Nordeste da China, sendo considerada por alguns como uma das maiores de sua época. O venerável Wang morreu anos mais tarde, feliz com sua fama como mestre do sistema louva-a-deus.
O louva-a-deus, inseto cuja aparência nos sugere devoção é ironicamente um predador por natureza. Suas patas dianteiras, costumeiramente posicionadas de forma a sugerir as mãos juntas de um devoto, graças ao estilo marcial que inspirou tornou-se o inseto mais famoso no campo das artes marciais.

## Sete estrelas
O louva-a-deus sete estrelas é um estilo de kung fu, desenvolvido a partir do estilo Louva-a-deus do norte.
Este estilo é bastante praticado na região da província de Shandong na China. O estilo "sete estrelas" é conhecido como o mais complexo dos estilos louva-a-deus de kung fu.